# علم الأحياء الأثرية
علم الأحياء الأثرية (بالإنجليزية: Archaeobiology)، وهو دراسة بيولوجيا العصور القديمة من خلال المواد الأثرية، هو تخصص فرعي في علم الآثار. يمكن اعتباره مصطلحًا شاملاً لعلم الأحياء القديمة، وعلم العظام الحيواني، وعلم آثار الحيوان، وعلم الأحياء الدقيقة، والعديد من التخصصات الفرعية الأخرى. على وجه التحديد، تسمى بقايا النباتات والحيوانات أيضًا الآثار البيئية. في بعض الأحيان يمكن أن يترك البشر هذه الآثار البيئية وأحيانًا يمكن أن تحدث بشكل طبيعي. يميل علم الأحياء الأثرية إلى التركيز على الاكتشافات الأكثر حداثة، لذا فإن الاختلاف بين علم الآثار وعلم الأحافير هو بشكل أساسي واحد من التاريخ: يعمل علماء البيولوجيا الأثرية عادةً مع مواد أكثر حداثة غير متحجرة موجودة في المواقع الأثرية. نادرًا ما تُجرى حفريات أثرية بيولوجية في مواقع ليس لها أي أثر على وجود الإنسان.

## النباتات والحيوانات في علم الآثار
الاهتمام الأساسي لعلم النبات القديم هو إعادة بناء الغطاء النباتي الذي كان الناس في الماضي قد واجهوه في مكان وزمان معينين. لطالما طغت الدراسات على النباتات على الدراسات الحيوانية لأن العظام تكون أكثر وضوحًا من بقايا النباتات عند التنقيب. جمع بقايا النباتات يمكن أن يكون كل شيء بما في ذلك حبوب اللقاح والتربة والياتومات والخشب وبقايا النباتات والحصيات النباتية. الليثيات عبارة عن رواسب والدياتومات هي رواسب مائية. يمكن لكل نبات باقٍ أن يخبر عالم الآثار بأشياء مختلفة عن البيئة خلال فترة زمنية معينة. كانت بقايا الحيوانات أول دليل استخدمه علماء الآثار في القرن التاسع عشر. اليوم، يستخدم علماء الآثار بقايا الحيوانات كدليل للبيئة. يساعد علماء الآثار على فهم ما إذا كانت الحيوانات موجودة بشكل طبيعي أو من خلال أنشطة الحيوانات آكلة اللحوم أو البشر. يتعامل علماء الآثار مع الكائنات الحية الدقيقة والحيوانات الدقيقة. الحيوانات الدقيقة هي مؤشرات أفضل للمناخ والتغير البيئي من الأنواع الكبيرة. يمكن أن تكون صغيرة مثل حشرة أو كبيرة مثل سمكة أو طائر. تساعد الكائنات الحية الكبيرة علماء الآثار في تكوين صورة للنظام الغذائي البشري السابق.

## البكتيريا والطلائعيات في علم الآثار
تشكل البكتيريا والطلائعيات مملكتين منفصلتين، لكن كلاهما متشابه إلى حد ما عند المقارنة. البكتيريا هي كائنات دقيقة بدائية النواة، في حين أن الطلائعيات هي مجموعة من الكائنات حقيقية النواة. نظرًا لأن كلاهما كائنات دقيقة، فإن كلاهما يقع تحت دراسة علم الأحياء الدقيقة، كما أن التقنيات الخاصة مطلوبة لعلماء الآثار حتى يروها. يجب على علماء الآثار، من أجل العثور على هذه الكائنات الدقيقة في موقع ما، أن يأخذوا أولاً عينات من الموقع وإحضارها لتحليلها في المختبر. بمجرد دخولهم المختبر، يمكنهم استخدام معدات مثل المجاهر الضوئية، من أجل رؤية أدلة فعلية على بقايا عضوية دقيقة. علماء الآثار الذين ينظرون إلى هذه الكائنات الحية الدقيقة لا يجدون في الواقع البكتيريا الحية أو الطليعة، ولكن بدلاً من ذلك يجدون المسافات البادئة التي تركت وراءهم في المواد من حيث كانت. اعتمادًا على مكان وجود المسافات البادئة في الطبقات، يمكن لعلماء الآثار تحديد عمر الكائنات الحية الدقيقة.

## علم الحفريات القديمة

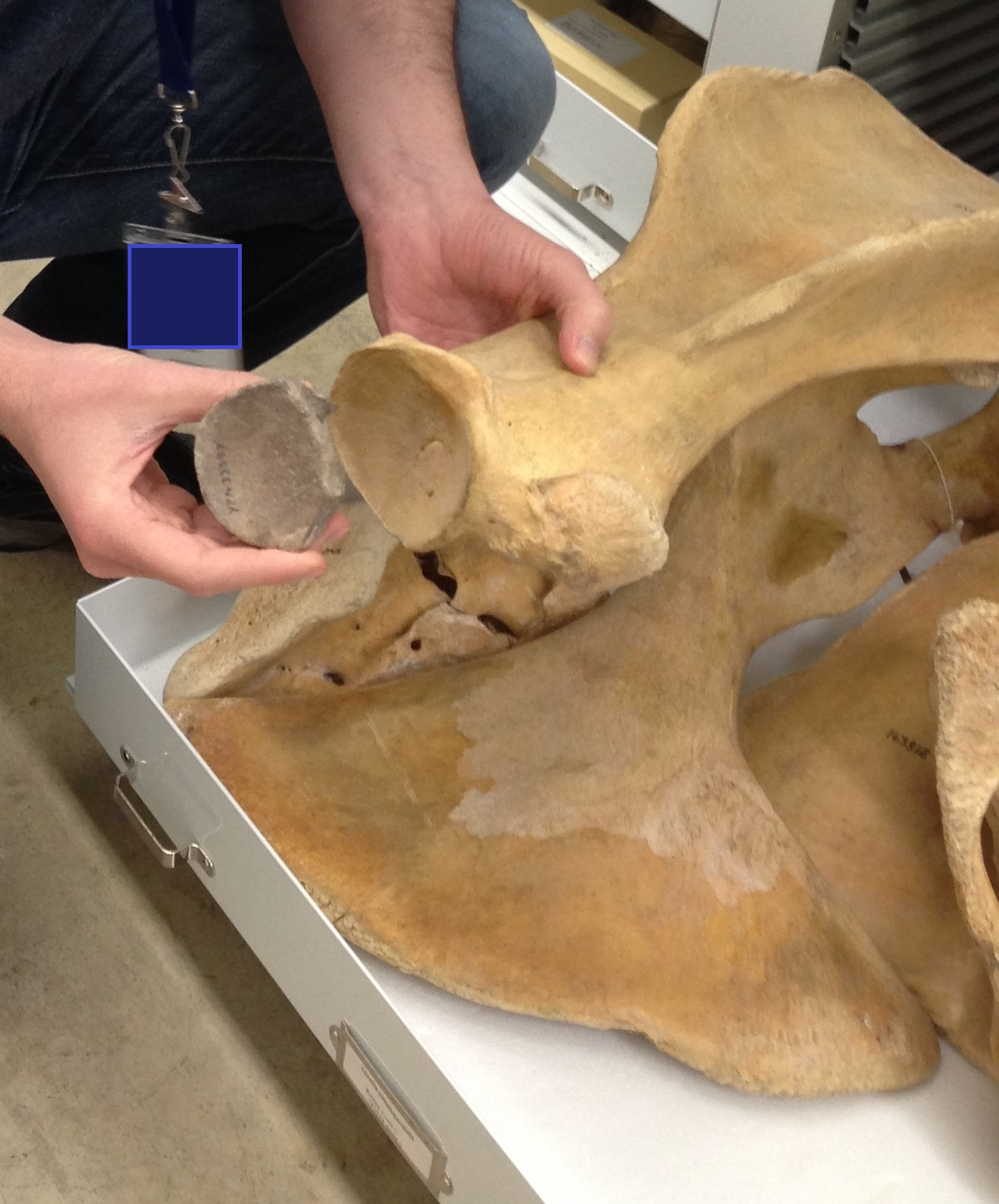
علم آثار الحيوان: مقارنة العظم الأثري بعظم حديث في مجموعة مقارنة

علم الحفريات القديمة هو دراسة الفطريات في السجل الأحفوري. يمكن أن تؤدي دراسة الفطريات السابقة إلى الماضي التطوري. تتكون الكثير من الفطريات من طفيليات الحيوانات أو النباتات أو الحشرات. تشبه معظم الفطريات المعاصرة أسلافها، حيث يعود تاريخها إلى أكثر من مليون عام. على سبيل المثال، "في العنبر الدومينيكي، عُثر على بعوضة مع عدة أنواع من الفطريات الطفيلية التي تنمو على بشرة خارجية. المثير للاهتمام هو أن الفطريات تشبه الفطريات الحديثة في فئة فطريات الشعريات، وهي فطريات زيجوميسيتات شائعة تسكن الأمعاء من الحشرات، لكنها تختلف عن فطريات الشعريات في أن الفطريات موجودة في الخارج من الحشرة وليس في الداخل. يمكن استخدام دراسة الفطريات القديمة لتتبع تطور الفطريات خلال ملايين السنين.

## علم العظام في علم الآثار
دراسة علم العظام هي دراسة للعظام ويمكن أن تكون تخصصًا فرعيًا في علم الآثار. يعيد علماء العظام في علم الآثار بناء عظام البشر أو الحيوانات من الماضي لمعرفة المزيد عن الحضارات السابقة. يستخدم علم العظام في علم الآثار لتحديد العمر والجنس والعرق من الرفات. من المفيد أيضًا إعادة بناء الخلفية الثقافية للمجتمعات السابقة. يشترك علم العظام في الأنشطة السابقة التي كانت تتبعها الثقافات القديمة بما في ذلك هجرات الإنسان والحيوان وكذلك الحروب. يمكن أن يساعد استخدام بقايا الماضي عالم الآثار الحديث في اكتشاف الماضي من طعامهم إلى أنشطتهم اليومية. يمكن أن يساعد هذا في الكشف عن أسرار التاريخ الماضي.

## الحيوانات في علم الآثار
تعلم دراسة بقايا الحيوانات في علم الآثار كيفية تفاعل البشر والحيوانات مع بعضهم البعض في عصور ما قبل التاريخ. يعطي هذا نظرة ثاقبة حول كيفية بدء البشر في تدجين الحيوانات. في علم آثار الحيوان، ستظهر الدراسات تربية الحيوان والإنسان، بالإضافة إلى عملية إضافة الحيوانات إلى وجباتهم الغذائية. تتطلب دراسة الحيوانات في علم الآثار المساعدة من مجالات مختلفة مثل علم الحيوان والأنثروبولوجيا وعلم الحفريات وعلم العظام وعلم التشريح. يقوم علماء آثار الحيوان بجمع ومراقبة أجزاء العظام من الزواحف والثدييات والبرمائيات والطيور حول موقع أثري. وبالتالي، سيجمعون أدلة السياق حول كيفية تواجد البشر والحيوانات معًا في بيئتهم. على مر السنين، تعلم البشر أساسيات كيفية تدجين الحيوانات وتكاثرها وصيدها واستهلاكها. يُعلم هذا المجال في علم الآثار الآخرين بكيفية تطور البشر إلى التلاعب بالحيوانات عبر عصور ما قبل التاريخ وما بعدها.